# Cricotopus tenuisetosus
Cricotopus tenuisetosus är en tvåvingeart som beskrevs av Chaudhuri och Soumyendra Nath Ghosh 1980. Cricotopus tenuisetosus ingår i släktet Cricotopus och familjen fjädermyggor. Inga underarter finns listade i Catalogue of Life.